# Giacomo Barri
Giacomo Barri Jaques de Pierre de Bar (Lione, 1636 o 1638 – Venezia, 1690 circa) fu pittore copista, incisore di traduzione, scrittore d'arte attivo a Venezia.

## Biografia
Di lui non si conoscono dipinti ma sono note alcune incisioni di traduzione da Paolo Veronese e dai pittori Giovanni Coli e Filippo Gherardi. Ha pubblicato a Venezia nel 1671 il Viaggio pittoresco d'Italia presso Gio. Giacomo Herz, che è stato tradotto nel 1679 in inglese dall'incisore William Lodge di Leeds e pubblicato a Londra con il titolo The Painters Voyage of Italy. Entrambe le edizioni costituiscono il primo esemplare di guida tascabile alla pittura italiana dei secoli XVI e XVII, destinata al viaggiatore moderno, solo agli esordi del complesso fenomeno culturale del Grand Tour. Tra i meriti spettanti a Barri va riconosciuto il ruolo di primo piano che ebbe nella costituzione del 'Collegio di pittori', a Venezia, nel 1682. Ossia del primo istituto collegiale riservato esclusivamente ai pittori di figure, che solo in questo modo si emanciparono dallo status artigianale cui la professione era vincolata nel sistema corporativo della Serenissima. Accanto al nome di pittori più noti, come Lelio Bonetti e Anzolo Frezzato, quello di Giacomo Barri è chirografato in calce a un''istanza inoltrata al maggior Consiglio perché provvedesse al riconoscimento di un collegio specifico per gli artisti non più artigiani.